# Helius (Helius) protumidus
Helius (Helius) protumidus is een tweevleugelige uit de familie steltmuggen (Limoniidae). De soort komt voor in het Neotropisch gebied.